# Jeroen van Veen
Jeroen van Veen (født 26. oktober 1974) er bassist i det hollandske goth metalband Within Temptation.
Jeroen har været med i bandet siden det blev adannet i 1996. Selvom han er bassist i bandet, kan han også spille på trommer. I hans fritid skaber han hjemmesider. Han siger at hans mest pinlige øjeblik i bandet var, da de i Bergen op Zoom sang "tillykke med fødselsdagen". Han kan lide sci-fi- og gyserfilm. Hans yndlingsmusikgenre er progressiv rock, symfonisk rock og guitarrock.